# Пупорево
Пупорево — деревня в Бережанской волости Островского района Псковской области.
Расположена в 21 км к юго-западу от центра города Остров и в 8 км к юго-западу от деревни Федосино.
Численность населения деревни по состоянию на 2000 год составляла 19 человек.
До 2005 года деревня входила в состав ныне упразднённой Пальцевской волости с центром в д. Федосино.